# 劳波什考
劳波什考，是匈牙利维斯普雷姆州所辖的一个村，总面积4.90平方公里，总人口232，人口密度47.3人/平方公里（2010年1月1日）。